# Oljeutsläppet vid Santa Barbara 1969

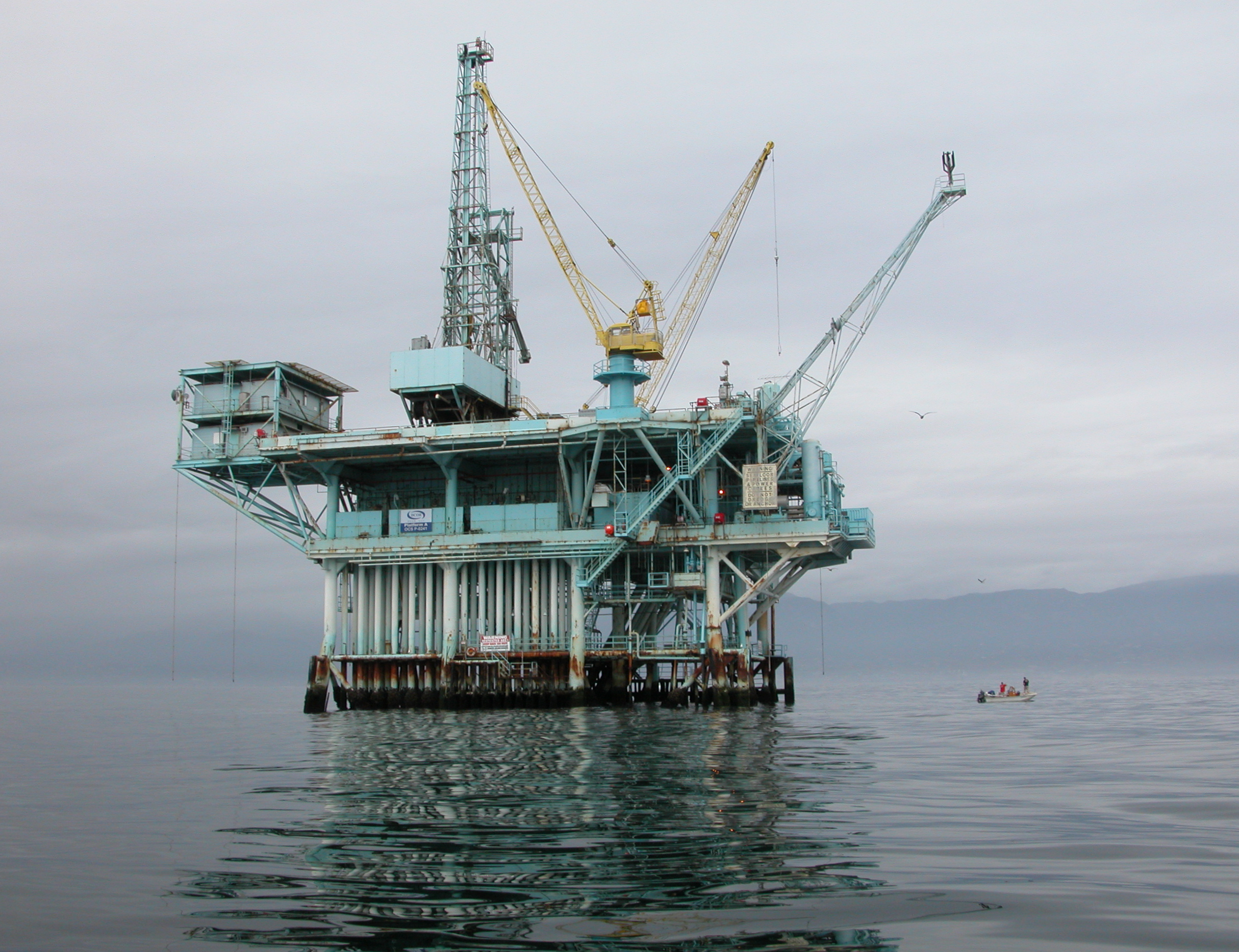
Plattform A, plattformen som råkade ut för oljeutsläppet 1969. Här fotograferad 2006.

Oljeutsläppet i Santa Barbara-kanalen, utanför Santa Barbara i södra Kalifornien, inträffade i januari och februari 1969. Det är det tredje största oljeutsläppet i USA:s vatten, endast överträffad i omfattning av oljeutsläppen i Mexikanska golfen 2010 och Alaska 1989. Det är fortfarande det största oljeutsläppet som skett utanför Kaliforniens kust.
Orsaken till oljeutsläppet var en så kallad blow-out, en okontrollerad utblåsning av råolja efter att tryckregleringssystem har misslyckats, vilken inträffade den 28 januari 1969 10 km från kusten på en av Union Oils plattformar vid Dos Cuadras. Varje dag läckte det ut 5 000 fat råolja i kanalen och på stränderna i hela Santa Barbara County, vilket förorenade kusten från Goleta till Ventura samt stränderna på de fyra nordligaste kanalöarna. Utsläppen hade en betydande inverkan på det marina livet i kanalen och dödade cirka 3500 havsfåglar, liksom marina djur som delfiner, sjöelefanter och sjölejon. 
Oljeutsläppet fick stor täckning i medierna och även den dåvarande presidenten Richard Nixon besökte Santa Barbara, något som också följdes av många nya och skärpta amerikanska miljölagar de följande åren och bildandet av den amerikanska miljöskyddsmyndigheten EPA 1970.